# Értékpapír
Az értékpapír vagyonjogot vagy követelést megtestesítő forgalomképes okirat. Fontosabb formái a részvény, a kötvény, a jelzáloglevél és a váltó.

## Jogi fogalma
Az értékpapír jogi fogalmát Magyarországon a Polgári törvénykönyv (Ptk.) határozza meg.
Az értékpapír olyan egyoldalú jognyilatkozat, amely papíralapú okiratként vagy jogszabályban megjelölt más módon létrehozott, rögzített, nyilvántartott és továbbított adatösszességként (dematerializált értékpapírként) a benne foglalt jogot úgy testesíti meg, hogy azt a jogot gyakorolni, arról rendelkezni csak az értékpapír által, annak birtokában lehet (Ptk. 6:565. § (1) bek.).
Az értékpapír tehát olyan okirat, amely a benne tanúsított alanyi jogot úgy testesíti meg, hogy azt a papír nélkül sem érvényesíteni, sem bizonyítani, sem átruházni nem lehet.

## Pénzügyi fogalma
Az értékpapír pénzügyi szempontból jövőbeli fizetésre vonatkozó ígéret. Csakis ebben az értelemben – de jogilag nem – értékpapírnak (securities) tekintik az úgynevezett származtatott ügyleteket, elsősorban a határidős ügyletek (forward és futures) kontraktusait és az opciókat, valamint a különféle csereügyleteket (swap).

## Megjelenési formája
Az értékpapírok megjelenési módja tekintetében két nagy csoportra oszthatók:

### Okirati formában megjelenő értékpapírok
A nyomtatott értékpapírok általában két részből állnak: a köpenyből (előlapból) és a szelvényívből. A köpeny maga az értékpapír, amely tartalmazza a legfontosabb információkat: az értékpapír kibocsátójának adatait, mellyel szemben az értékpapír tulajdonos az értékpapírban megtestesített jogait érvényesíteni tudja, az értékpapír típusát, névértékét, kamatozását, lejáratát stb. A szelvényív szelvényekből (kuponokból) áll; ezek ellenében teljesítik az esedékes kifizetéseket (osztalék, kamat, törlesztőrészletek fizetését). A szelvényív és a köpönyeg elválaszthatatlan egységet képez.

### Dematerializált értékpapírok
Dematerializált értékpapír alatt a törvényben és külön jogszabályban meghatározott módon, elektronikus úton létrehozott, rögzített, továbbított és nyilvántartott, a jogszabályokban meghatározott értékpapír tartalmi kellékeinek összességét tartalmazó elektronikus jelet kell érteni.

## Az értékpapírok típusai
A törvény általános jelleggel, egységesen, valamennyi értékpapírfajtára alkalmazandóan tartalmazza azon jellemzőket, amelyek alapján egy okirat értékpapírnak minősül, főbb típusai azonban meghatározhatóak.

### Hitelviszonyt megtestesítő értékpapírok
A hitelviszonyt megtestesítő értékpapírok jellemzője, hogy azt az értékpapír kibocsátója a kötvényfeltételekben meghatározott kamatokkal együtt, meghatározott időben visszafizeti. Legismertebb fajtái: a kötvény, a kincstárjegy, jelzáloglevél.

### Részesedési jogot megtestesítő értékpapírok
A részesedési jogot (tagságot) megtestesítő értékpapírok azt igazolják, hogy tulajdonosuk valamely vállalkozás alaptőkéjéhez járult hozzá, és a befektetett pénze után jogosult a kiosztott nyereség arányos részére, az osztalékra. Társtulajdonosi jogokat megtestesítő értékpapír, aminek fontos vonása az, hogy a tulajdonosuk nem vonhatja ki a vagyonát a vállalkozásból. Alaptípusa a részvény, de ide tartoznak a befektetési jegyek is.

### Áruval kapcsolatos jogokat megtestesítő értékpapírok
Az áruval kapcsolatos jogokat megtestesítő értékpapírok valamely áru feletti rendelkezési jogot biztosítanak a tulajdonosuknak. Ide tartozik a közraktárjegy a hozzá tartozó zálogjeggyel (de például a hajóraklevelek stb. is). 

## Értékpapír kiállítása
Értékpapírt – jogszabály eltérő rendelkezése hiányában – bemutatóra és névre szólóan lehet kiállítani. 
Bemutatóra szól az értékpapír, ha nem tartalmazza a jogosult személyének megjelölését vagy tartalmazza ugyan, de az értékpapír tartalma szerint az értékpapír kötelezettje nemcsak a megjelölt személynek, hanem az értékpapír bármely bemutatójának köteles teljesíteni (bemutatási záradék). A pénzmosás elleni törvény életbe lépése óta a tőkepiacról szóló törvény Magyarországon tiltja bemutatóra szóló értékpapír nyilvános forgalomba hozatalát, tőzsdei forgalmazását. Bemutatóra szólóan azonban lehet kiállítani olyan értékpapírt, amelyet nem sorozatban és nem nyilvánosan hoznak forgalomba.

## Értékpapír forgalmazása
Az értékpapírok forgalmazása általában a tőzsdéken történik, ahol az értékpapírok árfolyamát jegyzik. A kötvény a hosszú, a váltó a rövid lejárató hitelezésben játszik fontos szerepet.
Az adott típusú értékpapír dematerizált formája csak névre szóló lehet, hisz annak forgalmazása nevesített értékpapír-számlák közötti műveletekkel bonyolódik. Ma már döntően a kinyomtatott értékpapírokat sem birtokolja fizikailag a befektető, az átruházás jellemzően ezekben az esetekben is értékpapír-számlákon keresztül történik.

### A forgalmazás eredeti, régi formája
A bemutatóra szóló értékpapírt elvileg annak birtokba adásával lehet átruházni.
A nyomdai úton előállított névre szóló értékpapír teljes vagy üres forgatmány útján ruházható át. A névre szóló értékpapírok tehát egyszerű átadással nem ruházhatóak át. A forgatható értékpapír eredeti tulajdonosa, az okirat hátoldalán a hitelezői jogokat más személyre forgatással ruházza át. A forgatással történik meg a tulajdonosváltás. 
A teljes forgatmány az értékpapírra vagy az ahhoz csatolt lapra (toldat) vezetett, az átruházó által aláírt írásbeli nyilatkozat, amely kifejezi az értékpapír átruházásának szándékát, és megjelöli azt a személyt, akire az értékpapírt átruházzák. 
Az üres forgatmány az értékpapír hátlapjára vagy a toldatra rávezetett, az átruházó által aláírt olyan írásbeli nyilatkozat, amely kifejezi az értékpapír átruházásának szándékát, de nem tartalmazza annak a személynek a megjelölését, akire az értékpapírt átruházzák. (Üres forgatmánynak minősül az átruházónak az értékpapír hátlapján vagy a toldaton szereplő aláírása is.) Az értékpapír üres forgatmánnyal való átruházása esetében az értékpapír új birtokosa
a) az üres forgatmányt kitöltheti akár a saját nevére, akár más személy nevére,
b) az értékpapírt újból átruházhatja akár üres forgatmánnyal, akár más személy nevére szóló teljes forgatmánnyal,
c) az értékpapírt harmadik személynek tovább adhatja anélkül, hogy az üres forgatmányt kitöltené és az értékpapírt újabb forgatmánnyal látná el.

## Értékpapírok a magyar értékpapírjog szerint
- Váltó
- Csekk
- Kötvény
- Kincstárjegy
- Letéti jegy
- Jelzáloglevél
- Befektetési jegy
- Kockázati tőkealap-jegy (tőkejegy)
- Közraktári jegy
- Vagyonjegy
- Szövetkezeti üzletrész
- Kárpótlási jegy
- Részvény
- Másodlagos értékpapír